# Mel Special
Mel Special war eine US-amerikanische Automarke.

## Markengeschichte
Mel Stringer war Autorennfahrer. Er stellte ab 1918 einige Automobile her. Der Markenname lautete Mel Special. Bis 1920 tat er dies in Cleveland in Ohio und danach in Pottstown in Pennsylvania. 1924 endete die Produktion.

## Fahrzeuge
Im Angebot standen Sport- und Rennwagen. Der Schwerpunkt lag auf Dirt-Track-Rennwagen. Für 1924 ist ein Preis von 4250 US-Dollar für ein Fahrzeug mit einem Vierzylindermotor überliefert.